# Червена шпореста кокошка
Червената шпореста кокошка (Galloperdix spadicea) е вид птица от семейство Phasianidae.

## Разпространение и местообитание
Разпространен е в Индия.